# مقبرة الخرمانية
مقبرة الخرمانية إحدى مقابر مكة المكرمة، تقع المقبرة بمحلة المعابدة أمام مدخل شعب أذاخر، وهي مقبرة صغيرة مثلثة الشكل، وهي على يمين الصاعد من منى إلى الشارع العام، وقد كانت مقبرة لأهل العيص وآل المخزومي، وتعد المقبرة من المقابر القديمة فيرجع عهدها إلى أيام الجاهلية، ويقال أنه دفن فها بعض الصحابة ومنهم عبد الله بن عمر بن الخطاب، ولما كانت هذه المقبرة صغيرة فقد ضاقت بالأموات، وجعل عليها سور مرتفع أحاط بها من جميع الجهات وليس لها باب لمنع الناس من الدفن فيها.